# Allophyes parenzani
Allophyes parenzani là một loài bướm đêm trong họ Noctuidae.